# Villacastín
Villacastín is een gemeente in de Spaanse provincie Segovia in de regio Castilië en León met een oppervlakte van 109,57 km². Villacastín telt 1.521 inwoners (1 januari 2016).